# خمر قلندران
خمر قلندران  روستای کوچکی از توابع بخش جناح شهرستان بستک در غرب استان هرمزگان در جنوب ایران واقع شده‌است.

## محدوده خمر قلندران
از شمال کوه، از جنوب رودخانه مهران، از مغرب کنار سیاه، و از سمت مشرق به دهنو قلندران محدود می‌گردد.

## جمعیت
جمعیت این روستا حدود ۳۰۰ نفر بوده‌است.
اکثراً باهم رابطه خیشاوندی نزدیک دارند کارمردم این روستا کشاورزی ودامداری است ولی اغلب در کشورهای حاشیه خلیج فارس مشغول به کار هستند
که از اهل سنت و از شاخه شافعی هستند یعنی از پیروان امام محمد ادریس شافعی می‌باشند و به زبان فارسی و گویش آریایی ایران کهن (اچمی) تکلم می‌کنند. مردم آن با ساکنین دهنو قلندران روابط خویشاوندی نزدیک دارند و مردمی خونگرم صمیمی و با ایمانی هستند.
دارای مسجد، و خانه بهداشت و ۹۰۰هکتار زمین کشاورزی هستند که به دلیل نبود اب بصورت دیم (بشی) کشاورزی می‌کنند و دارای مکان تفریحی بسیاری از جمله کوه‌های میرعباس، کوه اسپی وپش رخ هست که زیستگاه حیواناتی مانند کل وبز وپلنگ می‌باشد.

## آب آشامیدنی روستا
آب آشامیدنی این روستا نیز از طریق آب انبارهای که در بالای روستا قرار دارد تأمین می‌شود و آب برای بقیه مصارف آب لوله‌کشی شهری است.

## فهرست منابع و مآخذ
- محمدیان، کوخردی، محمد،  «شهرستان بستک و بخش کوخرد» ، ج۱. چاپ اول، دبی: سال انتشار ۲۰۰۵ میلادی.
- عباسی، قلی، مصطفی،  «بستک وجهانگیریه»، چاپ اول، تهران: ناشر: شرکت انتشارات جهان معاصر، سال ۱۳۷۲ خورشیدی.
- سلامی، بستکی، احمد.  (بستک در گذرگاه تاریخ)  ج۲ چاپ اول، ۱۳۷۲ خورشیدی.
- نگاره‌ها از: احمد سلمان گوده‌ای و محمد محمدیان کوخِردی.
- بالود، محمد.  (فرهنگ عامه در منطقه بستک)  ناشر همسایه، چاپ زیتون، انتشار سال ۱۳۸۴ خورشیدی.
- مهندس: موحد، جمیل. (بستک و خلیج فارس) چاپ اول، تهران: سال انتشار ۱۳۴۳ خورشیدی.
- بالود، محمد.  (فرهنگ عامه در منطقه بستک)  ناشر همسایه، چاپ زیتون، انتشار سال ۱۳۸۴ خورشیدی.
- الکوخردی، محمد، بن یوسف، (کُوخِرد حَاضِرَة اِسلامِیةَ عَلی ضِفافِ نَهر مِهران Kookherd, an Islamic District on the bank of Mehran River) الطبعة الثالثة، دبی: سنة ۱۹۹۷ للمیلاد.
- بختیاری، سعید،  «اتواطلس ایران» ، “ مؤسسه جغرافیایی وکارتگرافی گیتاشناسی، بهار ۱۳۸۴ خورشیدی.
- چمن پیرا، ناصر پاییز ۱۳۷۴ خورشیدی.
- محمد، صدیق «تارخ فارس» صفحه‌های (۵۰ ـ ۵۱ ـ ۵۲ ـ ۵۳)، چاپ سال ۱۹۹۳ میلادی.
- اطلس گیتاشناسی استان‌های ایران [Atlas Gitashenasi Ostanhai Iran] (Gitashenasi Province Atlas of Iran)